# Cmentarz żydowski w Kruszwicy
Cmentarz żydowski w Kruszwicy – nieistniejący kirkut znajdujący się w Kruszwicy przy obecnej ulicy Ziemowita.
Cmentarz został założony w XIX wieku na powierzchni 0,1478 ha. Obecnie teren ten jest wykorzystywany przez Cukrownię Kruszwicką. Po cmentarzu nie pozostał żaden ślad.